# Недков, Борис

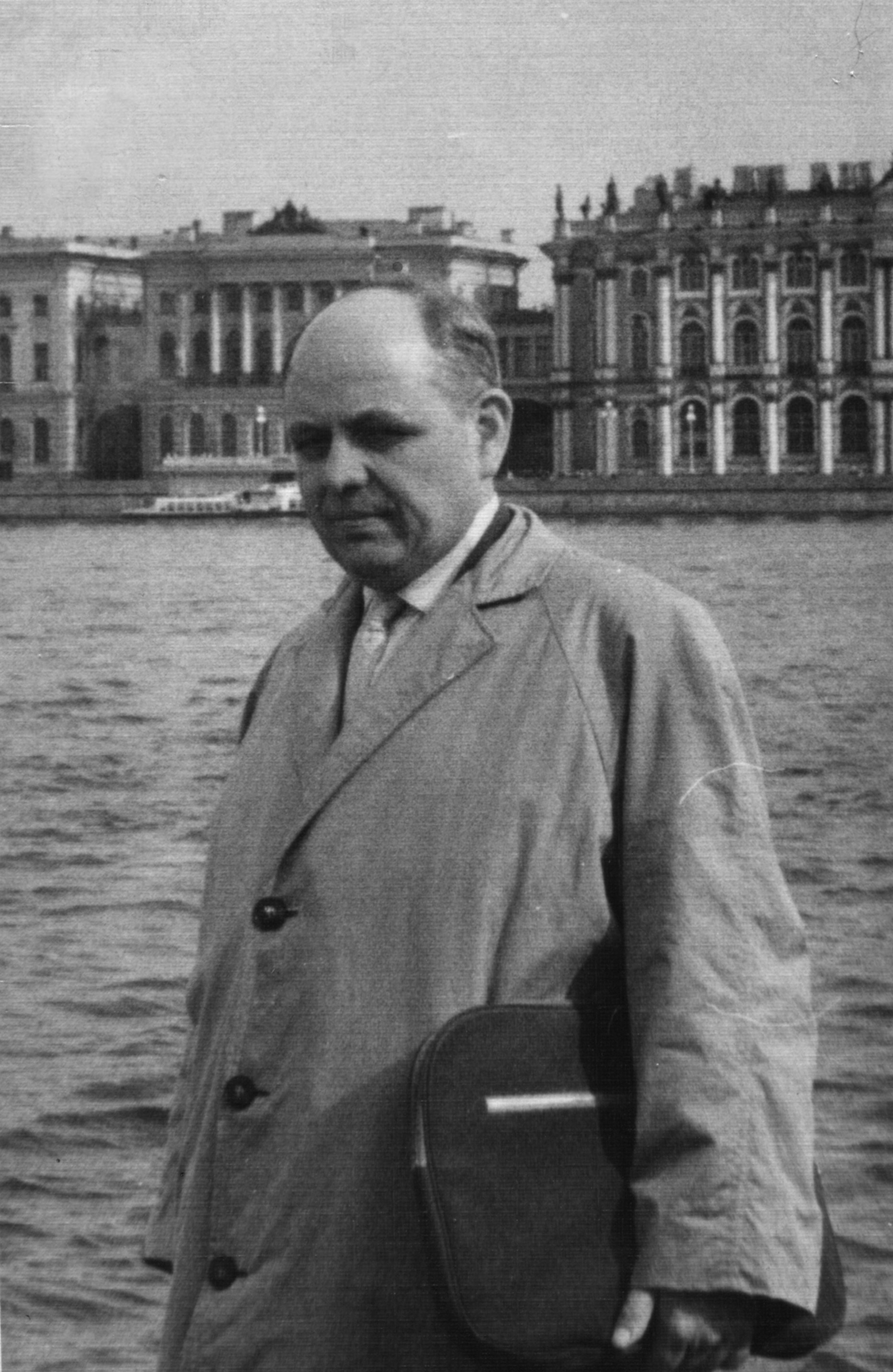
Борис Недков в Ленинграде (1970)

Борис Христов Недков (1910—1975) — болгарский учёный востоковед османист, бывший заведующий кафедры ориенталистики Софийского университета.

## Биография
Родился в селе Вырбовка Великотырновская область. В 1931 г. окончил Софийскую духовную семинарию, затем турецкое медресе в Шумене, затем юридический факультет Софийского университета и продолжил образование в Берлине со специализацией на востоковедении. В 1941 году получил степень доктора философии. Тема диссертации: джизья. С 1942 года работал в Народной библиотеке Св. Кирилла и Мефодия. С 1961 года доцент кафедры ориенталистики, с 1970 года профессор и руководитель кафедры.

## Основные работы
- Die Ĉizya (Kopfsteuer) im Osmanischen Reich. Mit besonderer Berüsichtigung von Bulgarien. Leipzig, 1942
- Поголовният данък в Османската империя с оглед на България, Исторически преглед, София 1945, № 1, с. 18-33
- Турски документи за Ботевата чета, В: Сборник «Христо Ботев», 1949, с. 675—776
- България и съседните земи в географията на Идриси, 1960, 183 с.
- Левски пред турския съд, В: Сборник «Велик и безсмъртен», 1963, с. 99-111
- Османо-турската дипломатика и палеография. Ч. I, 1966, 216 с., Ч.II Документи и речник, 1975, 535 с.
- Турски извори за българската история, т. II. Документи от XV век